# مكي النزال
مكي بن نزال بن محيسن العلي الفاضل العاني (1957 -)، شاعر وكاتب وصحفي عراقي، ولد في مدينة الفلوجة وترعرع فيها وأكمل دراسته الثانوية في ثانويتها ثم حصل على شهادة الكفاءة العليا في الترجمة من جامعة نين بريطانيا وعلى بكالوريوس تربية من جامعة الأنبار.

## حياته
بعد أن أنجزت عائلته مشروع حي نزال الكبير، عمل في التجارة والصناعة كما عمل صحفيًا وناشط إغاثة وحقوق إنسان وكان موظفًا في المفوضية السامية للاجئين - الأمم المتحدة، ثم مراقبًا فرئيس بعثة العراق لمنظمة انترسوس العالمية الايطالية، ومن خلال الوظيفتين السابقتين- مديرًا لمخيم «الطاش» للاجئين في الصحراء الغربية- العراق- الرمادي، لقرابة ثلاث سنين. كما عمل منسقًا دوليًا للإغاثة مع منظمات عدة، واليوم هو رئيس الهيئة العراقية للإغاثة.
عمل في الصحافة العربية والمحلية.

## جوائز
حاز على جائزة (بروجكت سنسورد) الأكاديمية لأفضل كاتب مقال سنة 2010 وما زال يكتب للصحافة ويظهر على فضائيات عديدة محللاً سياسيًا واليوم هو مؤسس ورئيس تحرير موقع كتاب وطن.

## أعماله
له عشرات المخطوطات نشر منها:
1. خذني لبغداد – ديوان شعر – دار اليمان للنشر – سوريا – 2012
2. حنين الشرق – ديوان شعر – دار أمواج للنشر – الأردن – 2013
3. خباء الليل - دار دجلة - ناشرون وموزعون - ومقرها عمّان 2016
4. الفلوجة والسلاطين – كتاب عن تاريخ الفلوجة وحكامها\ نظرة تحليلية – دار الفلوجة 2005
5. الفشل الذريع – كتاب عن فشل المحتلين والحكام في إدارة العراق – دار الأمل - 2007